# Dolichoderus ferrugineus
Dolichoderus ferrugineus är en myrart som beskrevs av Auguste-Henri Forel 1903. Dolichoderus ferrugineus ingår i släktet Dolichoderus och familjen myror. Inga underarter finns listade i Catalogue of Life.